# Дуге-Ніве (Вргораць)
Дуге-Ніве (хорв. Duge Njive) — населений пункт у Хорватії, у Сплітсько-Далматинській жупанії у складі міста Вргораць.

## Населення
Населення за даними перепису 2011 року становило 105 осіб.
Динаміка чисельності населення поселення:

## Клімат
Середня річна температура становить 12,77 °C, середня максимальна – 26,23 °C, а середня мінімальна – -0,02 °C. Середня річна кількість опадів – 916 мм.
| Клімат поселення                              | Клімат поселення | Клімат поселення | Клімат поселення | Клімат поселення | Клімат поселення | Клімат поселення | Клімат поселення | Клімат поселення | Клімат поселення | Клімат поселення | Клімат поселення | Клімат поселення | Клімат поселення |
| Показник                                      | Січ.             | Лют.             | Бер.             | Квіт.            | Трав.            | Черв.            | Лип.             | Серп.            | Вер.             | Жовт.            | Лист.            | Груд.            |                  |
| Середній максимум, °C                         | 7,95             | 8,20             | 11,40            | 15,04            | 20,03            | 24,10            | 26,23            | 26,20            | 21,35            | 16,96            | 11,94            | 8,97             |                  |
| Середня температура, °C                       | 3,97             | 4,24             | 7,42             | 11,06            | 16,04            | 20,13            | 22,69            | 22,66            | 17,82            | 13,43            | 8,41             | 5,43             |                  |
| Середній мінімум, °C                          | −0,02            | 0,25             | 3,44             | 7,08             | 12,08            | 16,13            | 19,16            | 19,13            | 14,28            | 9,89             | 4,87             | 1,90             |                  |
| Норма опадів, мм                              | 84               | 75               | 77               | 77               | 63               | 55               | 38               | 53               | 74               | 102              | 117              | 101              |                  |
| Середньомісячна швидкість вітру, м/с          | 3.34             | 3.71             | 3.71             | 3.36             | 2.95             | 2.70             | 2.70             | 2.56             | 2.89             | 3.05             | 3.72             | 3.84             |                  |
| Середньомісячна сонячна радіація, кДж/м²·день | 5671             | 8298             | 11990            | 16257            | 19734            | 22678            | 24478            | 21614            | 16187            | 10550            | 6141             | 4791             |                  |
| --------------------------------------------- | ---------------- | ---------------- | ---------------- | ---------------- | ---------------- | ---------------- | ---------------- | ---------------- | ---------------- | ---------------- | ---------------- | ---------------- | ---------------- |
| Джерело:                                      |                  |                  |                  |                  |                  |                  |                  |                  |                  |                  |                  |                  |                  |